# Calunnia (Botticelli)
La Calunnia è un dipinto a tempera su tavola (62x91 cm) dell'artista Sandro Botticelli, dipinta nel 1495 e conservato nella Galleria degli Uffizi di Firenze.

## Storia
A partire dalla fine degli anni '80 del Quattrocento la produzione di Botticelli iniziò a rivelare i primi segni di una crisi interiore che culminò nell'ultima fase della sua carriera in un esasperato misticismo, volto a rinnegare lo stile per il quale egli si era contraddistinto nel panorama artistico fiorentino dell'epoca. Il suo stile si ripiegò così verso un più marcato plasticismo delle figure, un uso più forte del chiaroscuro e un'accentuata espressività delle pose e dei personaggi.
Il vero "spartiacque" tra le due maniere è la Calunnia, un dipinto allegorico che Luciano di Samosata citava tra le opere del pittore antico Apelle, realizzato in risposta a un'accusa calunniosa che lo aveva riguardato, quella di aver cospirato contro Tolomeo. Il soggetto venne ridescritto da Leon Battista Alberti nel De pictura con alcune semplificazioni.
La studiosa Pons ipotizzò la collaborazione di Bartolomeo di Giovanni nei finti rilievi bronzei che decorano le architetture.

## Descrizione
La complessa iconografia riprende fedelmente l'episodio originale, inserendolo all'interno di una grandiosa aula, riccamente decorata di marmi e rilievi dorati e affollata di personaggi. Il quadro va letto da destra verso sinistra: re Mida (riconoscibile dalle orecchie d'asino), nelle vesti del cattivo giudice, è seduto sul trono, consigliato da Ignoranza e Sospetto; davanti a lui sta il Livore (cioè il "rancore"), l'uomo con il cappuccio marrone, coperto di stracci che tiene per il braccio la Calunnia, donna molto bella, che si fa acconciare i capelli da Insidia e Frode, mentre trascina a terra il Calunniato impotente e con l'altra mano impugna una fiaccola che non fa luce, simbolo della falsa conoscenza; la vecchia sulla sinistra è la Penitenza o il Rimorso e l'ultima figura di donna sempre a sinistra è la Nuda Veritas, con lo sguardo rivolto al cielo, come a indicare l'unica vera fonte di giustizia.
L'architettura, che anticipa i modi cinquecenteschi, mostra un ampio loggiato composto da pilastri con nicchie e archi a tutto sesto con lacunari; fregi dorati corrono sui plinti, nei lacunari, sulle basi delle nicchie e sopra di esse, con varie scene mitologiche; dentro le nicchie si trovano statue a tutto tondo di figure bibliche e dell'antichità classica: si riconoscono una Giuditta con la testa decapitata di Oloferne dietro il trono di Mida e un cavaliere, forse Re Davide, nella nicchia centrale. Questa sintesi tra mondo classico e mondo cristiano rimanda alle meditazioni umanistiche dell'Accademia neoplatonica. Oltre gli archi si vede solo un cielo lontano e cristallino.

## Interpretazione
Nonostante la perfezione formale del dipinto, la scena si caratterizza innanzitutto per un forte senso di drammaticità; l'ambientazione fastosa concorre a creare una sorta di "tribunale" della storia, in cui la vera accusa sembra essere rivolta proprio al mondo antico, dal quale pare essere assente la giustizia, uno dei valori fondamentali della vita civile. È una constatazione amara, che rivela tutti i limiti della saggezza umana e dei principi etici del classicismo, non del tutto estranea alla filosofia neoplatonica, ma che qui viene espressa con toni violenti e patetici.
È dunque il segno più evidente dell'infrangersi di certe sicurezze fornite dall'umanesimo quattrocentesco, a causa del nuovo e turbato clima politico e sociale che caratterizzerà la situazione fiorentina dopo la morte del Magnifico, avvenuta nel 1492; in città imperversavano infatti le prediche di Girolamo Savonarola, che attaccò duramente i costumi e la cultura del tempo, predicendo morte e l'arrivo del giudizio divino e imponendo penitenza ed espiazione dei propri peccati.
Nel 1497 e 1498 i suoi seguaci organizzarono diversi "roghi delle vanità", che non solo dovettero impressionare molto il pittore, ma innescarono in lui grossi sensi di colpa per aver dato volto a quel magistero artistico così aspramente condannato dal frate. Savonarola venne giustiziato il 23 maggio 1498, ma la sua esperienza aveva inferto dei colpi così duri alla vita pubblica e culturale fiorentina, che la città non si riprese mai del tutto.

## Stile
Nel rigore architettonico il dinamismo delle figure appare più che mai evidenziato, sembrando come percorse da un vento impetuoso che si placa solo nell'immagine statuaria della Verità. Il tema strettamente concettuale si riversa nella scelta di figurazioni ormai sciolte dall'aderenza a un fedele realismo, che sembra anticipare la maggiore libertà nel disporre le figure di matrice cinquecentesca.
Tema stilistico dominante è il fluire della linea, oltre al colore vibrante e l'intonazione drammatica.